# Chářovice
Chářovice (en allemand : Charschowitz) est une commune du district de Benešov, dans la région de Bohême-Centrale, en République tchèque. Sa population s'élevait à 217 habitants en 2020.

## Géographie
Chářovice se trouve à 2 km au sud-ouest du centre de Týnec nad Sázavou, à 9 km au nord-ouest de Benešov et à 31 km au sud-sud-est de Prague.
La commune est limitée par Chleby au nord-est, par Týnec nad Sázavou au nord, à l'est et au sud, et par Netvořice à l'ouest.

## Histoire
La première mention écrite de la localité date de 1394. Pendant la Seconde Guerre mondiale, le territoire de la commune fit partie du SS-Truppenübungsplatz Böhmen, le terrain de manœuvre des Waffen-SS en Bohême (1943-1945).